# هوراشو
هوراشو (بالإنجليزية: Horatio, Arkansas)‏ هي مدينة تقع في مقاطعة سيفيير، أركنسو بولاية أركنساس في الولايات المتحدة. تبلغ مساحة هذه المدينة 4.7 (كم²)، وترتفع عن سطح البحر 123 م، بلغ عدد سكانها 997 نسمة في عام 2000 حسب إحصاء مكتب تعداد الولايات المتحدة.

## التركيبة السكانية
حدّد مكتب تعداد الولايات المتحدة بيانات التركيبة السكانية لهوراشو في تعداد الولايات المتحدة. في ما يلي، التركيبة السكانية حسب تعدادي 2000 و2010.

### تعداد عام 2000
بلغ عدد سكان هوراشو 997 نسمة بحسب تعداد عام 2000، وبلغ عدد الأسر 377 أسرة وعدد العائلات 265 عائلة مقيمة في المدينة. في حين سجلت الكثافة السكانية 213.9 نسمة لكل كيلومتر مربع (554.0/ميل2). وبلغ عدد الوحدات السكنية 423 وحدة بمتوسط كثافة قدره 90.8 لكل كيلومتر مربع (235.2/ميل2).
وتوزع التركيب العرقي للمدينة بنسبة 84.95% من البيض و2.71% من الأمريكيين الأفارقة و1.81% من الأمريكيين الأصليين و0.20% من الأمريكيين ذوي الأصول الآسيوية و8.53% من الأعراق الأخرى و1.81% من عرقين مختلطين أو أكثر و14.94% من الهسبانيون أو اللاتينيون من أي عرق.
بلغ عدد الأسر 377 أسرة كانت نسبة 41.4% منها لديها أطفال تحت سن الثامنة عشر تعيش معهم، وبلغت نسبة الأزواج القاطنين مع بعضهم البعض 52.3% من أصل المجموع الكلي للأسر، ونسبة 13.3% من الأسر كان لديها معيلات من الإناث دون وجود شريك،  بينما كانت نسبة 4.8% من الأسر لديها معيلون من الذكور دون وجود شريكة وكانت نسبة 29.7% من غير العائلات. تألفت نسبة 26.3% من أصل جميع الأسر من عدة أفراد يعيشون في نفس المنزل ونسبة 15.4% كانت تتألف من شخص يعيش بمفرده يبلغ من العمر 65 عاماً أو أكثر. وبلغ متوسط حجم الأسرة المعيشية 2.64، أما متوسط حجم العائلات فبلغ 3.22.
بلغ العمر الوسطي للسكان 34.3 عاماً. وكانت نسبة 31.2% من القاطنين تحت سن الثامنة عشر، وكانت نسبة 6.7% بين الثامنة عشر والرابعة والعشرين عاماً، ونسبة 28.1% كانت واقعةً في الفئة العمرية ما بين الخامسة والعشرين والرابعة والأربعين عاماً، ونسبة 18.3% كانت ما بين الخامسة والأربعين والرابعة والستين، ونسبة 15.7% كانت ضمن فئة الخامسة والستين عاماً فما فوق. يوجد لكل 100 أنثى 89.2 ذكر، ويوجد لكل 100 أنثى في الثامنة عشر من عمرها فما فوق 84.4 ذكر.
بلغ متوسط دخل الأسرة في المدينة 27,419 دولارًا، أما متوسط دخل العائلة فبلغ 31,000 دولارًا. وكان متوسط دخل الذكور 26,339 دولارًا مقابل 15,547 دولارًا للإناث. وسجل دخل الفرد الخاص بالمدينة 11,738 دولارًا. وكانت نسبة 12.6% من العائلات ونسبة 13.4% من السكان تحت خط الفقر، وكان من هؤلاء نسبة 16.6% تحت سن الثامنة عشر ونسبة 22.1% في الخامسة والستين من العمر وما فوق.

### تعداد عام 2010
بلغ عدد سكان هوراشو 1,044 نسمة بحسب تعداد عام 2010، وبلغ عدد الأسر 375 أسرة وعدد العائلات 263 عائلة مقيمة في المدينة. في حين سجلت الكثافة السكانية 224 نسمة لكل كيلومتر مربع (580.2/ميل2). وبلغ عدد الوحدات السكنية 433 وحدة بمتوسط كثافة قدره 92.9 لكل كيلومتر مربع (240.6/ميل2).
وتوزع التركيب العرقي للمدينة بنسبة 72.03% من البيض و3.35% من الأمريكيين الأفارقة و2.78% من الأمريكيين الأصليين و0.10% من الأمريكيين ذوي الأصول الآسيوية و0.10% من سكان جزر المحيط الهادئ و19.06% من الأعراق الأخرى و2.59% من عرقين مختلطين أو أكثر و28.54% من الهسبانيون أو اللاتينيون من أي عرق.
بلغ عدد الأسر 375 أسرة كانت نسبة 43.2% منها لديها أطفال تحت سن الثامنة عشر تعيش معهم، وبلغت نسبة الأزواج القاطنين مع بعضهم البعض 44% من أصل المجموع الكلي للأسر، ونسبة 17.3% من الأسر كان لديها معيلات من الإناث دون وجود شريك،  بينما كانت نسبة 8.8% من الأسر لديها معيلون من الذكور دون وجود شريكة وكانت نسبة 29.9% من غير العائلات. تألفت نسبة 26.7% من أصل جميع الأسر من عدة أفراد يعيشون في نفس المنزل ونسبة 12.5% كانت تتألف من شخص يعيش بمفرده يبلغ من العمر 65 عاماً أو أكثر. وبلغ متوسط حجم الأسرة المعيشية 2.78، أما متوسط حجم العائلات فبلغ 3.35.
بلغ العمر الوسطي للسكان 32.6 عاماً. وكانت نسبة 32.5% من القاطنين تحت سن الثامنة عشر، وكانت نسبة 8.7% بين الثامنة عشر والرابعة والعشرين عاماً، ونسبة 24.9% كانت واقعةً في الفئة العمرية ما بين الخامسة والعشرين والرابعة والأربعين عاماً، ونسبة 22.1% كانت ما بين الخامسة والأربعين والرابعة والستين، ونسبة 11.8% كانت ضمن فئة الخامسة والستين عاماً فما فوق. وتوزع التركيب الجنسي للسكان بنسبة 48.9% ذكور و51.1% إناث.

## أعلام
- بيلي هيوز

## وصلات خارجية
- The US50 - Cities and Towns in Arkansas State
- 2012 United States Census Estimate